# چارن بور
چارن بور (به لهستانی:  Czarny Bór) یک روستا در لهستان است که در گمینا چارن بور واقع شده‌است. چارن بور ۲٬۰۰۰ نفر جمعیت دارد.